# Dahlgrenius caeruleoviridis
Dahlgrenius caeruleoviridis är en skalbaggsart som först beskrevs av Vienna och Yélamos 1995.  Dahlgrenius caeruleoviridis ingår i släktet Dahlgrenius och familjen stumpbaggar. Inga underarter finns listade i Catalogue of Life.